# جين لوو

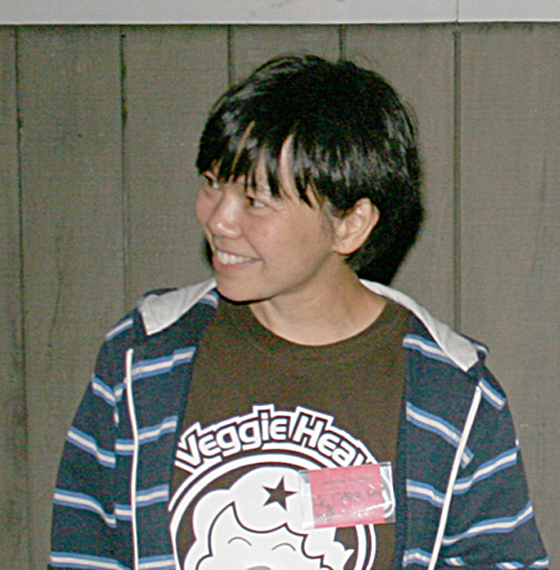
جين لوو في 3 أغسطس 2011

جين لو (بالإنجليزية: Jane Luu)(بالفيتنامية: لوو لي هانج، ولدت في يوليو 1963) رائدة فضاء فيتنامية أمريكية. حصلت في عام 2012 على جائزة كافلي بالتقاسم مع ديفيد جويت ومايكل براون بعد اكتشافهم وتجسيدهم حزام كيوبر وأكبر مكوناته، الاكتشاف الذي تسبب في حدوث تقدم وطفره في فهم تاريخ نظامنا الكوكبي والفلكي.

## السيرة الذاتيه

### الحياه المبكره

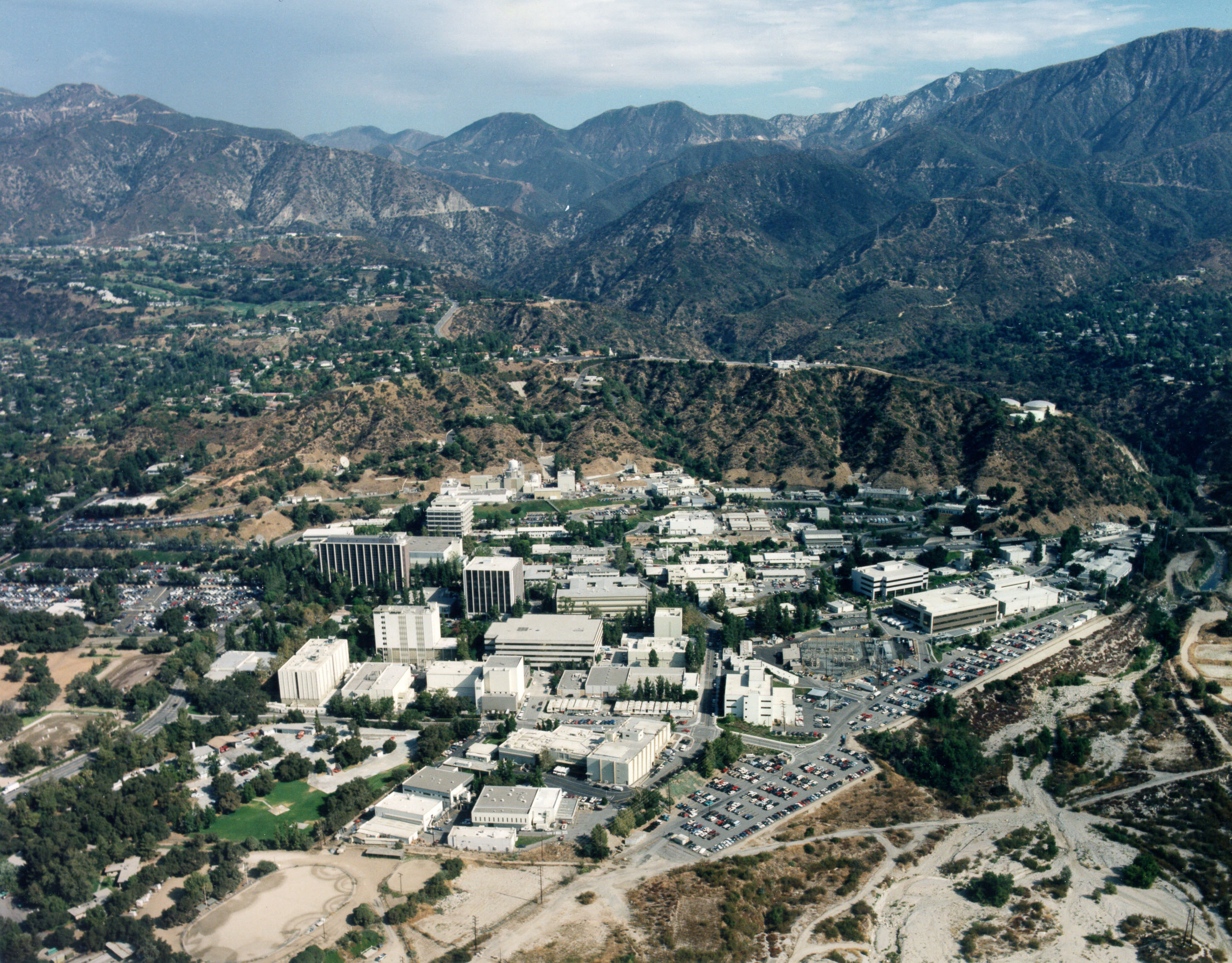
مختبر الدفع النفاث

ولدت لوو في شهر يوليو من عام 1963 في فيتنام الجنوبية لأب يعمل كمترجم للجيش الأمريكي. علمها والدها اللغه الفرنسيه وهي ما تزال طفله صغيره لتصبح بعد ذلك هي اللغة المفضلة لديها طوال فترة حياتها.
هاجرت لوو إلى الولايات المتحدة كلاجئه في عام 1975، بعد سقوط فيتنام، إستقرت مع عائلتها في كنتاكي مع أقارب لهم. كانت زيارتها لمختبر الدفع النفاث هي بدايه الشرارة التي جعلتها تعشق علوم الفلك. إلتحقت لو بجامعة ستانفورد وحصلت على درجة البكالوريوس في عام 1984.

### العمل كطالبة جامعية والمساعدة في اكتشاف حزام كيوبر
عملت لوو وهي طالبه تخرج في جامعة كاليفورنيا في بيركيلي ومعهد ماساتشوستس للتكنولوجيا، في فريق ديفيد جويت ومايكل براون لاكتشاف حزام كيوبر. في عام 1922، أي بعد خمس سنوات من الملاحظة الدقيقة، اكتشفوا أول كائن بعد بلوتو وأكبر أقمار حزام كيوبر وهي ما يسمى الآن بقمر شارون عن طريق استخدام تلسكوب جامعة هاواي 2.2 متر في مونا كيا. سمي هذا الكائن (15760) 1992 QB1. أطلقت عليه لوو في أول الأمر مع جيوت اسم سمايلي (المبتسم).
كافئ المجتمع الأمريكي للفضاء لوو بجائزة ى ني كانون للفضاء في عام 1991.
في عام 1992، حصلت لوو على زمالة منحة هابل من معهد مراصد علوم الفضاء، وإختارت جامعة كاليفورنيا في بيركيلي كمعهد مضيف. تمت تسميه كويكب في حزام الكويكبات باسم لوو 5430 تكريما لها على مجمل أعمالها. في عام 1992 حصلت لو على درجة الدكتوراة من معهد ماساتشوستس للتكنولوجيا.

### الحياة العملية
بعد حصول لوو على درجة الدكتوراة، شغلت لوو وطيفة أستاذ في جامعة هارفرد منذ عام 1994. كما عملت فترة في هولندا كأستاذ في جامعة ليدن. عادت لوو مرة أخرى إلى الولايات المتحدة بعد فترة زمنية قضتها في أوروبا، كما عملت كأستاذ مساعد في معمل لينكولن في معهد ماساتشوستس للتكنولوجيا.
في ديسمبر 2004، أبلغ كلا من لوو وجويت عن اكتشاف مياه كريستاليه مجمده في 50000 كواور، والتي كانت في تلك الفترة أهم اكتشاف في حزام كيوبر. كما أعلنوا عن إيجاد إشاره على وجود أمونيا. أقر التقرير أن الثلج تكون تقريبا تحت الأرض، وتكثف بعد تعرضه لماده أخرى من مواد الحزام، في وقت ما في بضع ملايين السنوات الماضية.
في عام 2012، حصلت مع ديفيد جويت من جامعة كاليفورنيا بلوس أنجلوس على جائزة تشاو لاكتشاف ودراسه الأجسام ما بعد نيبتون، الأمر الذي يعتبر كنزاً فلكياً يؤرخ تاريخ تكوين النظام الشمسي. كما حصلت على جائزة كافلي مع جويت ومايكل براون لاكتشاف ودراسة حزام كيوبر وأكبر كائناتها، العمل الذي تسببب في خلق طفره هائله في فهم تاريخ نظامنا الشمسي.

### الحياة الشخصية
تعشق لوو السفر، وتعمل في منظمة أنقذوا الأطفال في نيبال. كما تهتم كثيرًا بالأنشطة الخارجية وتعشق العزف على التشيلو.
قابلت لوو زوجها رائد الفضاء روني هوجرويرف في ليدن، هولندا.

## الجوائز والأوسمة
حصلت لوو على العديد من الجوائز منها:
- جائزة آني جومب كانون في علم الفلك في عام 1991.
- جائزة تشاو في عام 2012.[13]
- جائزة كافلي في عام 2012.[14]
- تمت تسميه كويكب في حزام الكويكبات باسم لوو 5430 تكريما لها على مجمل أعمالها.[15]
- حصلت على زمالة الأكاديمية النرويجية للعلوم والآداب.[16]

## الكتب والمنشورات
- NASA Astrophysics Data System publication listing، وهي عبارة عن أكثر من 200 بحث منشور.
- Crystalline Ice on Kuiper Belt Object (50000) Quaoar
- The Shape Distribution of Kuiper Belt Objects
- Comet Impact on McMaster
- Accretion in the Early Kuiper Belt I. Coagulation and Velocity Evolution
- Optical and Infrared Reflectance Spectrum of Kuiper Belt Object 1996 TL66

## وصلات خارجية
- صفحة جين لوو على الموسوعة البريطانية
- النجوم الفلكية
- محاضرة الدكتورة جين لوو عن النظام الشمسي.
- جين لوو تحصل على جائزة تشاو في عام 2012.
- محاضرة عن حزام كيوبر.